# Scolopia zeyheri
Scolopia zeyheri là một loài thực vật có hoa trong họ Liễu. Loài này được (Nees) Szyszyl. miêu tả khoa học đầu tiên năm 1887.

## Hình ảnh

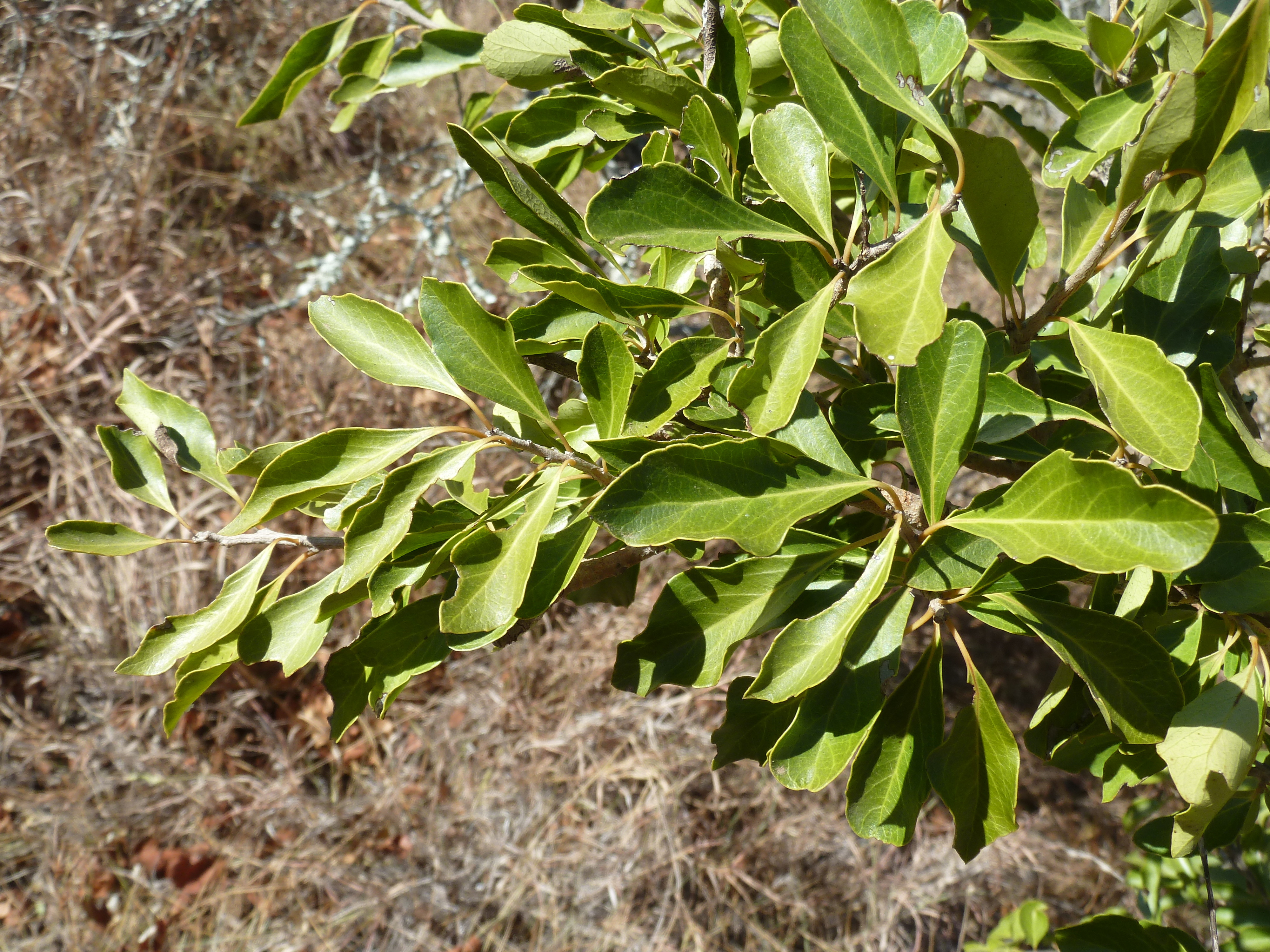
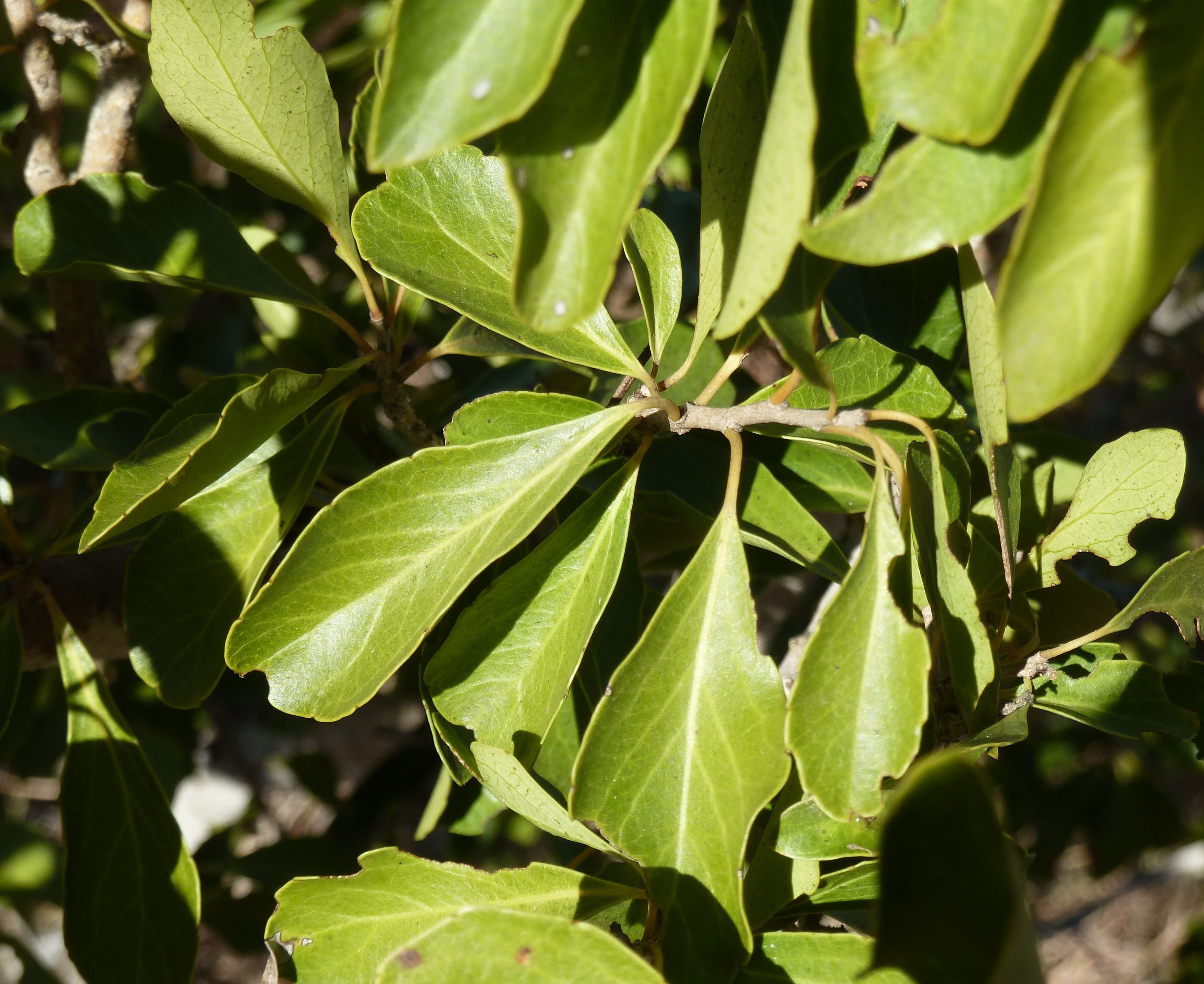
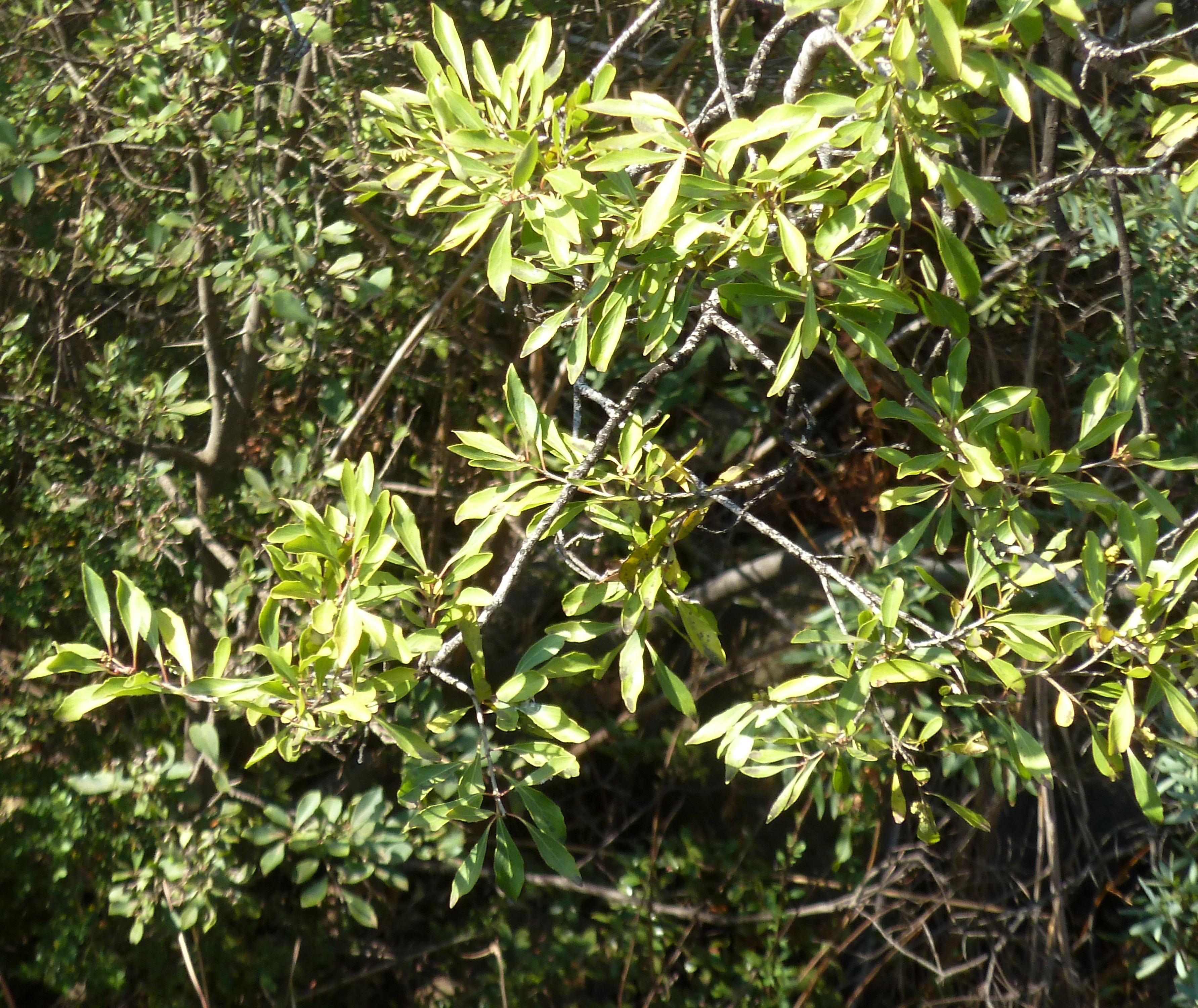
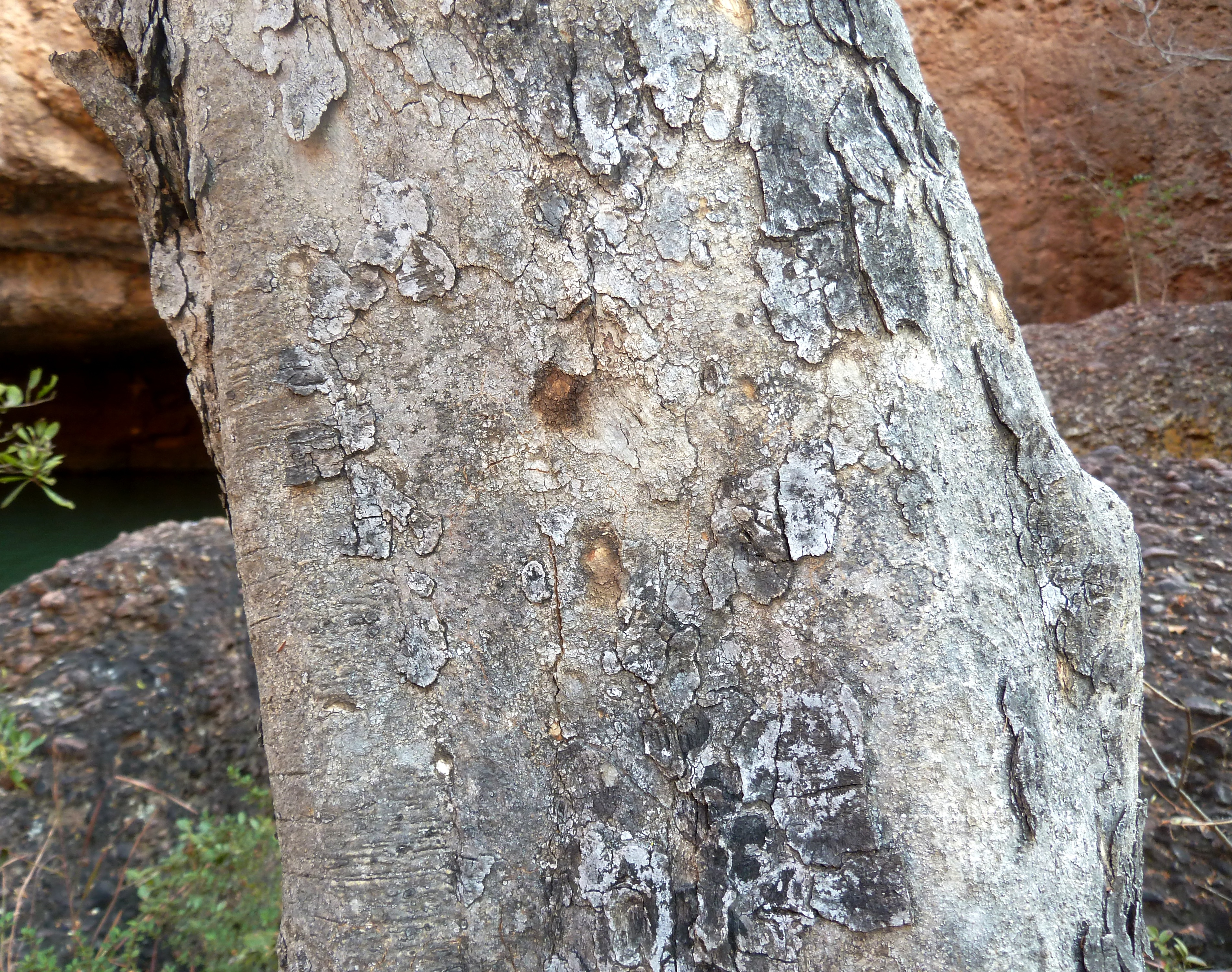